# Haplotrichum rubiginosum
Haplotrichum rubiginosum é uma espécie de fungo pertencente à família Botryobasidiaceae.